# ウィッカーマン (2006年の映画)
『ウィッカーマン』（原題：The Wicker Man）は、2006年にアメリカで製作されたサスペンス映画。1973年にイギリスで製作された映画『ウィッカーマン』のリメイク作品。

## あらすじ
カリフォルニアの交通警察官エドワード・メイラスは、勤務中に遭遇した身元不明の親娘が犠牲となる交通事故の後遺症によって、幻覚と不眠に悩まされていた。休職中のエドワードのもとに、かつて姿を消した婚約者ウィローから娘のローワンが行方不明になったので探し出して欲しいとの手紙が届く。エドワードは釈然としないまま、親娘の暮らすワシントン州の孤島サマーアイル島に向かったが、そこは女性が支配的な地位を占めて奇妙な風習が目につく不思議な島であり、携帯電話も通じないうえに社会から隔絶された土地だった。ローワンの手がかりを探すエドワードを、島民たちは巧みにはぐらかす。やがて、エドワードはローワンが存在するという確かな証拠を掴むが、ウィローはローワンが2人の娘であることを告げた。古いしきたりにのっとり、娘が生贄にされようとしていることを確信したエドワードはローワンの救出を試みるが、島の支配者シスター・サマーズアイルの仕掛けた巧妙な罠にはまってゆく。

## キャスト
役名、俳優、日本語吹替。
- エドワード・メイラス - ニコラス・ケイジ（大川透）
- シスター・サマーズアイル - エレン・バースティン（北浜晴子）
- シスター・ウィロー - ケイト・ビーハン（佐久間レイ）
- モース医師 - フランセス・コンロイ（寺内よりえ）
- シスター・ローズ - モリー・パーカー（杉村理加）
- シスター・ハニー - リーリー・ソビエスキー（葛城七穂）
- シスター・ビーチ - ダイアン・デラーノ
- ピート - マイケル・ワイズマン
- ローワン - エリカ・シェイ・ゲア

以下はカメオ出演。
- レストランの客 - アーロン・エッカート
- バーの男 - ジェームズ・フランコ
- バーの男 - ジェイソン・リッター

## スタッフ
- 監督・脚本 - ニール・ラビュート
- 製作 - ニコラス・ケイジ、ノーム・ゴライトリー、アヴィ・ラーナー、ランダル・エメット、ジョン・トンプソン、ボアズ・デヴィッドソン
- 製作総指揮 - ダニー・ディムボート、エリサ・サリナス、ジョージ・ファーラー、ジョアン・セラー、
トレヴァー・ショート、アンドレアス・ティースマイヤー、ジョセフ・ローテンシュレイガー
- オリジナル脚本 - アンソニー・シェイファー
- 音楽 - アンジェロ・バダラメンティ
- 撮影 - ポール・サロッシー
- 美術 - フィリップ・バーカー
- 衣装 - ライネット・メイヤー

## 評価
レビュー・アグリゲーターのRotten Tomatoesでは108件のレビューで支持率は15%、平均点は3.70/10となった。Metacriticでは19件のレビューを基に加重平均値が36/100となった。

### ノミネート
第27回ゴールデンラズベリー賞
- ノミネート：最低作品賞
- ノミネート：最低男優賞 - ニコラス・ケイジ
- ノミネート：最低スクリーンカップル賞 - ニコラス・ケイジ & 彼のクマのスーツ
- ノミネート：最低リメイク及び盗作賞
- ノミネート：最低脚本賞 - ニール・ラビュート